# أوسام السيد
أوسام السيد (5 أبريل 1987 أبين اليمن - 5 أغسطس 2013 أبين اليمن) هو لاعب كرة قدم يمني سابق كان يلعب كمدافع.

## وصلات خارجية
- أوسام السيد على موقع قاعدة بيانات كرة القدم.إي يو (الإنجليزية)
- أوسام السيد على موقع Soccerway.com (الإنجليزية)